# Brigitte Schlieben-Lange
Brigitte Schlieben-Lange (* 25. September 1943 in München; † 14. September 2000 in Frankfurt am Main) war eine deutsche Romanistin und Linguistin.
Nach dem Abitur studierte Brigitte Schlieben-Lange Romanistik, Germanistik, Allgemeine Sprachwissenschaft und Philosophie, zunächst in München, später in Tübingen. 1970 wurde sie bei Eugenio Coseriu promoviert und Assistentin am Romanischen Seminar in Freiburg/Breisgau. 1974 wurde sie Professorin für Romanische Philologie und Allgemeine Sprachwissenschaft an der Universität Frankfurt, 1991 wurde sie nach Tübingen auf den Lehrstuhl für Romanische Philologie (Sprachwissenschaft) berufen, den sie bis zu ihrem Tod innehatte. Seit 1995 war sie ordentliches Mitglied der Heidelberger Akademie der Wissenschaften.
Vom Land Baden-Württemberg besteht ein Wissenschaftsförderprogramm mit ihrem Namen, das sich speziell an Frauen mit Kindern wendet. Von 1994 bis 1996 war sie Frauenbeauftragte der Universität Tübingen.
Anlässlich ihres Todes erschien eine Würdigung ihrer Leistungen im Nachruf von Jürgen Trabant.
Schlieben-Lange war die Tochter aus erster Ehe des Altgermanisten Wolfgang Lange.

## Publikationen (Auswahl)
- Okzitanische und katalanische Verbprobleme: ein Beitrag zur funktionellen synchronischen Untersuchung des Verbalsystems der beiden Sprachen (Tempus und Aspekt). Niemeyer, Tübingen 1971.
- Soziolinguistik. Eine Einführung, 3. Auflage. Kohlhammer, Stuttgart 1991 (1. Auflage 1973), ISBN 3-17-011237-6.
- Einführung in die Pragmatik. 1975.
- Traditionen des Sprechens. 1983.
- als Hrsg. mit Helmut Kreuzer: Fachsprache und Fachliteratur. Göttingen 1983.
- (Hrsg.) Europäische Sprachwissenschaft um 1800. Methodologische und historiographische Beiträge zum Umkreis der ‹idéologie›. 4 Bände. Nodus, Münster 1989–1994, ISBN 3-89323-600-7.
- Idéologie, révolution et uniformité de la langue. Inhaltsverzeichnis, Mardaga, Sprimont 1996.
- ‹Idéologie›: zur Rolle von Kategorisierungen im Wissenschaftsprozeß. (Schriften der Philosophisch-Historischen Klasse der Heidelberger Akademie der Wissenschaften, Band 18). Vorgetragen am 25. April 1998. Winter, Heidelberg 1999, repr. 2000, ISBN 3-8253-0917-7. Rezension
- (Hrsg.): Generationen. (Zeitschrift für Literaturwissenschaft und Linguistik, Heft 120, Jahrgang 30). Metzler, Stuttgart 2000.
- (Hrsg.): Dialog zwischen den Schulen: soziolinguistische, konversationsanalytische und generative Beiträge aus Brasilien. Nodus, Münster 2003, ISBN 3-89323-288-5.
- (mit Isabel Zollna) Die Idéologues, in: Johannes Rohbeck (Hrsg.), Grundriß der Geschichte der Philosophie. Begründet von Friedrich Ueberweg. Die Philosophies des 18. Jahrhunderts, Band: Frankreich, Schwabe, Basel 2008, S. 973–1015.[4]
- Kleine Schriften. Eine Auswahl zum 10. Todestag. Herausgegeben und eingeleitet von Sarah Dessì Schmid. Narr, Tübingen 2010, ISBN 978-3-8233-6569-3.
- Online verfügbares umfassendes Schriftenverzeichnis Download als pdf: Schriftenverzeichnis online